# Prouza Ottó
Prouza Ottó (Salgótarján, 1933. június 13. – 2021. október 15.) Európa-bajnoki ezüstérmes magyar röplabdázó, edző.

## Pályafutása
1949 és 1952 a Salgótarjáni Vasöntöde, 1952 és 1972: a Vasas röplabdázója volt. 1953 és 1965 között 154 alkalommal szerepelt a válogatottban. Tagja volt az 1963-as Európa-bajnoki ezüstérmes csapatnak. Részt vett a válogatott csapattal az 1964-es tokiói olimpián, ahol hatodik helyezettek lettek.
Az aktív sportolástól való visszavonulása után 1973 és 1984 között a Csepel SC röplabdacsapatának, 1984–85-ben a kuvaiti Qadsia SC, 1985 és 1990 között a MALÉV SC, 1990-től a Komplex SC férfi csapatának vezetőedzője volt. A Csepel együttesével hét bajnoki címet és nyolc magyarkupa-győzelmet ért el.

## Sikerei, díjai

### Játékosként
Magyarország
- Európa-bajnokság
  - ezüstérmes: 1963, Románia

 Vasas
- Magyar bajnokság
  - 2. (4): 1953, 1954, 1955, 1958–59
  - 3. (4): 1959–60, 1961–62, 1962–63, 1970
- Magyar kupa (MNK)
  - győztes: 1956
  - 2. (2): 1961–62, 1968
  - 3. (3): 1957–58, 1964, 1967

### Edzőként
Csepel SC
- Magyar bajnokság
  - bajnok (7): 1973, 1974, 1976, 1977, 1978, 1979, 1981–82
  - 2. (3): 1975, 1980, 1981,
  - 3.: 1982–83
- Magyar kupa (MNK)
  - győztes (8): 1974, 1976, 1978, 1979, 1980, 1981, 1981–82, 1982–83
  - 3.: 1973
- Kupagyőztesek Európa-kupája (KEK)
  - 2.: 1972–73